# Кек-Мойнокский аильный округ
Кек-Мойнокский аильный округ (аймак) — административная единица в Тонском районе Иссык-Кульской области Кыргызстана.
Код COATE — 41702 225 807 00 0

## Население
По данным переписи 2022 года, в аильном округе проживало 3 796 человек.

## Известные уроженцы
- Саякбай Каралаев — советский и кыргызский поэт-сказитель и великий манасчы. Народный артист Кыргызской ССР (1939).
- Океш Тюлебердиев — председатель колхоза «Джаны-Джылдыз» Пржевальского района Иссык-Кульской области, Киргизская ССР. Герой Социалистического Труда (1957).

## Административное деление

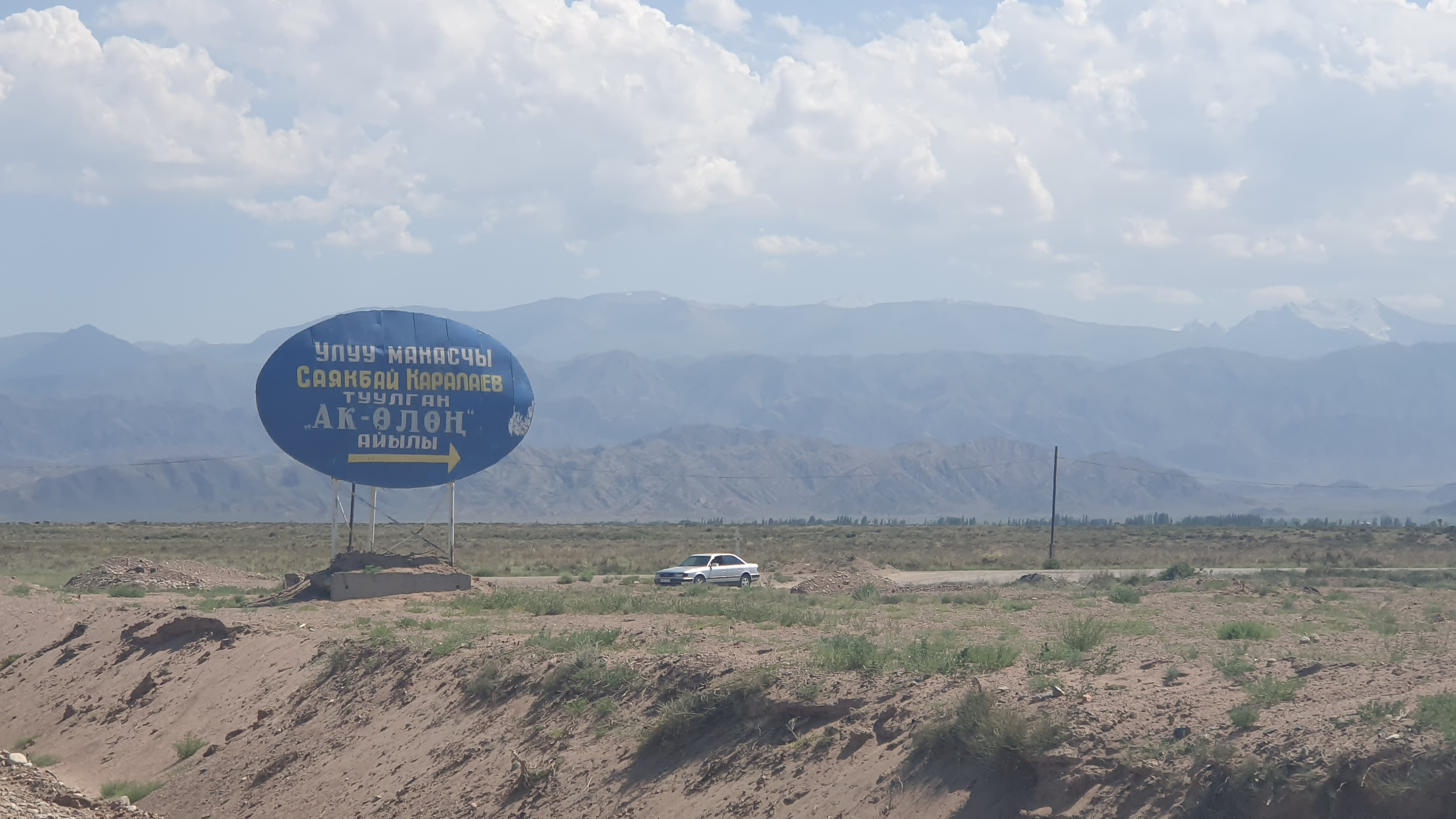
Въезд в село Ак-Олён

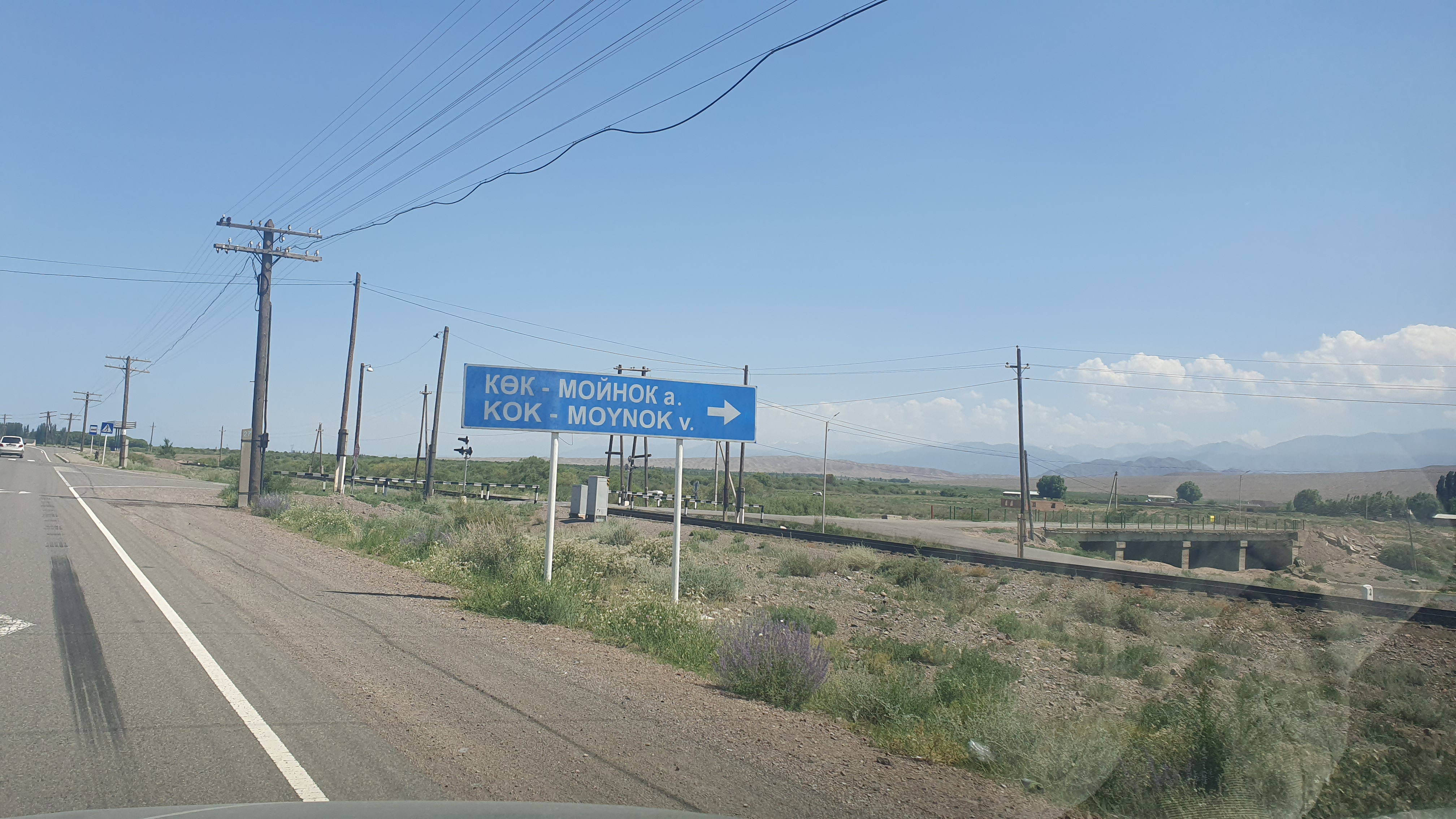
Въезд в село Кёк-Мойнок

В состав Кек-Мойнокского аильного округа ныне входят населённые пункты:
- Ак-Олён
- Кёк-Мойнок-Первое
- Кёк-Мойнок-Второе

## Примечание
1. ↑  Государственный классификатор система обозначений объектов административно-территориальных и территориальных единиц Кыргызской республики. Архивная копия от 18 марта 2018 на Wayback Machine — Бишкек: Национальный статистический комитет Кыргызской республики, 2017.
2. ↑  Численность населения областей, районов, городов, поселков городского типа, айылных аймаков и айылов (сел) Кыргызской Республики Архивная копия от 10 ноября 2021 на Wayback Machine (на 2022 год).